# Аріан Салімі
Аріан Салімі (перс. آرین سلیمی, нар. 16 грудня 2003, Керманшах, Іран) — іранський тхеквондист, олімпійський чемпіон 2024 року.

## Виступи на Олімпіадах
| Олімпіада  | Дисципліна  | Місце |
| ---------- | ----------- | ----- |
| Париж 2024 | понад 80 кг | 1     |